# Anita Klemenčič
Anita Klemenčič, slovenska smučarska tekačica, * 8. januar 1996.
Klemenčič je za Slovenijo nastopila na zimskih olimpijskih igrah leta 2022 v Pekingu, kjer je dosegla 55. mesto v šprintu, 59. mesto na 30 km in 62. na 10 km, bila je tudi zastavonoša na zaključni slovesnosti. Prvič je nastopila na svetovnih prvenstvih leta 2019, ko je dosegla 46. mesto na 10 km. V svetovnem pokalu je debitirala 16. januarja 2016 na tekmi v Planici z 52. mestom. 21. januarja 2018 je s 56. mestom na tekmi na 10 km na istem prizorišču prvič osvojila točke svetovnega pokala.